# Butia paraguayensis
Butia paraguayensis là loài thực vật có hoa thuộc họ Arecaceae. Loài này được (Barb.Rodr.) L.H.Bailey mô tả khoa học đầu tiên năm 1936.

## Hình ảnh

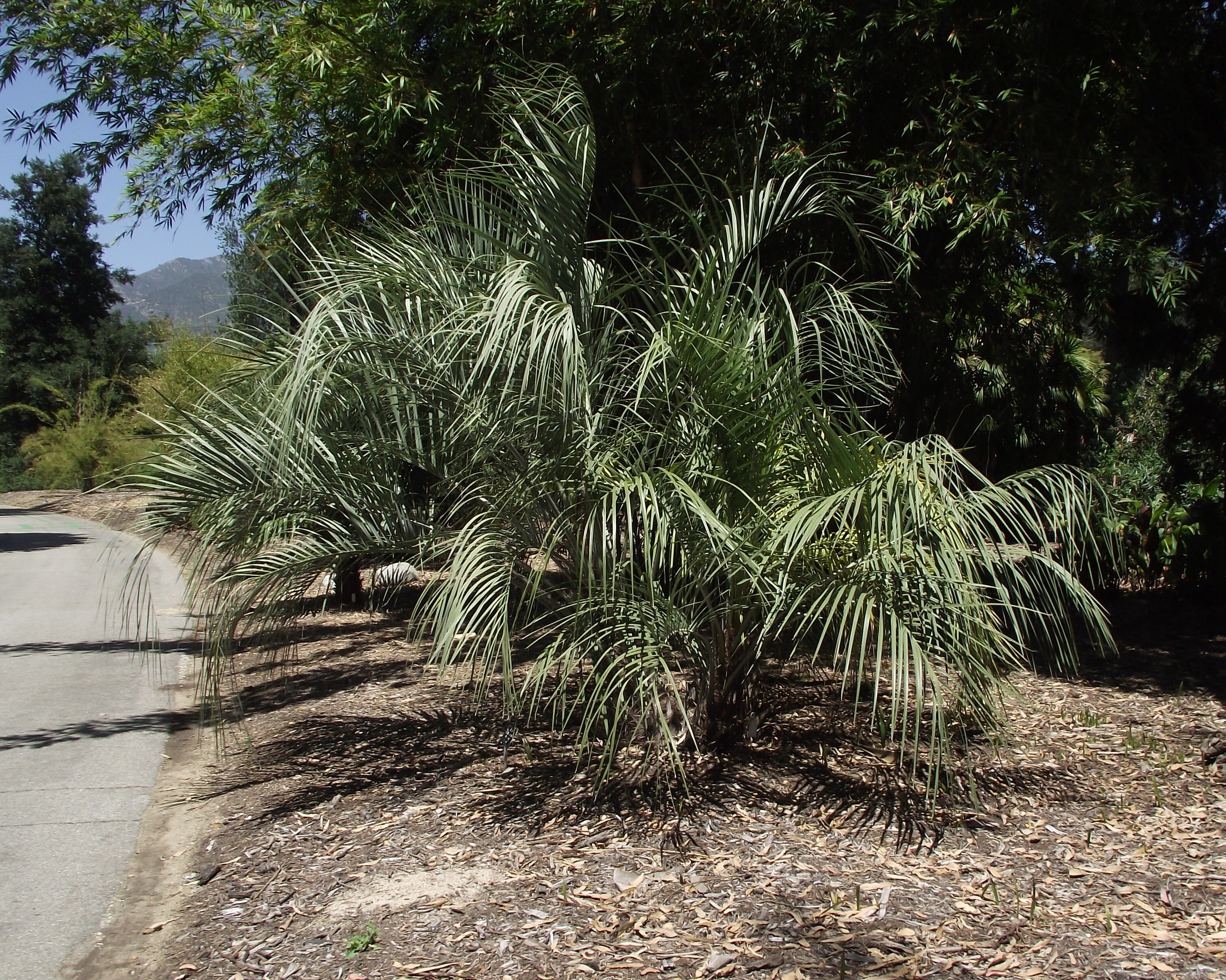
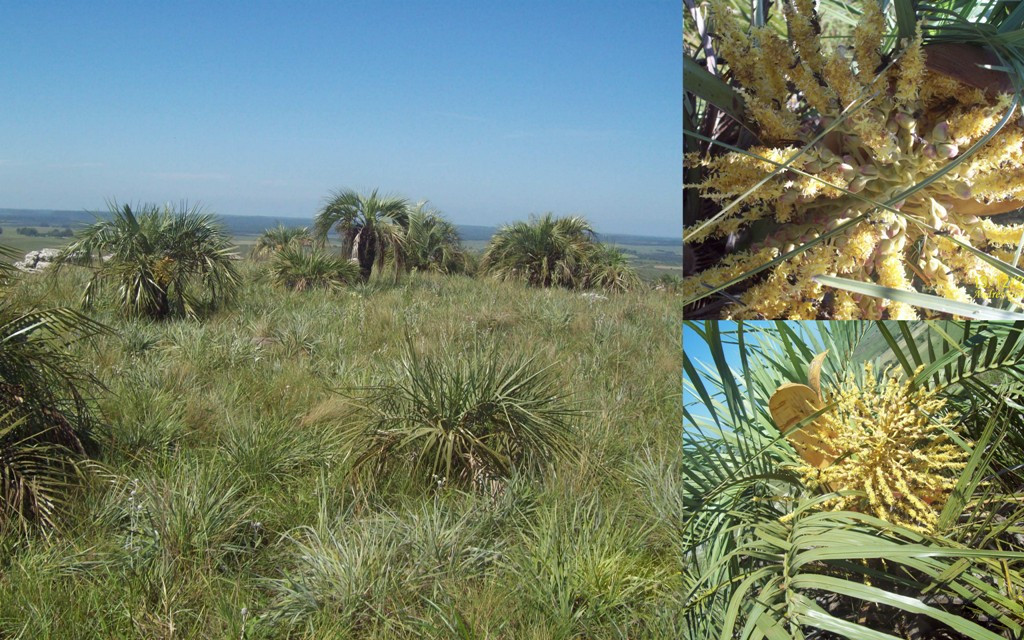
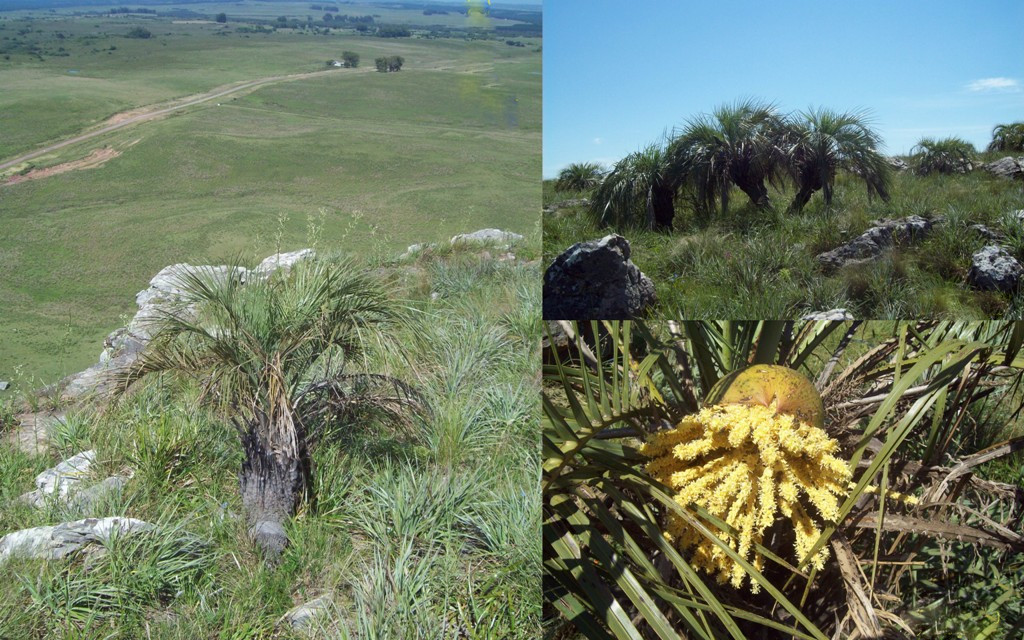
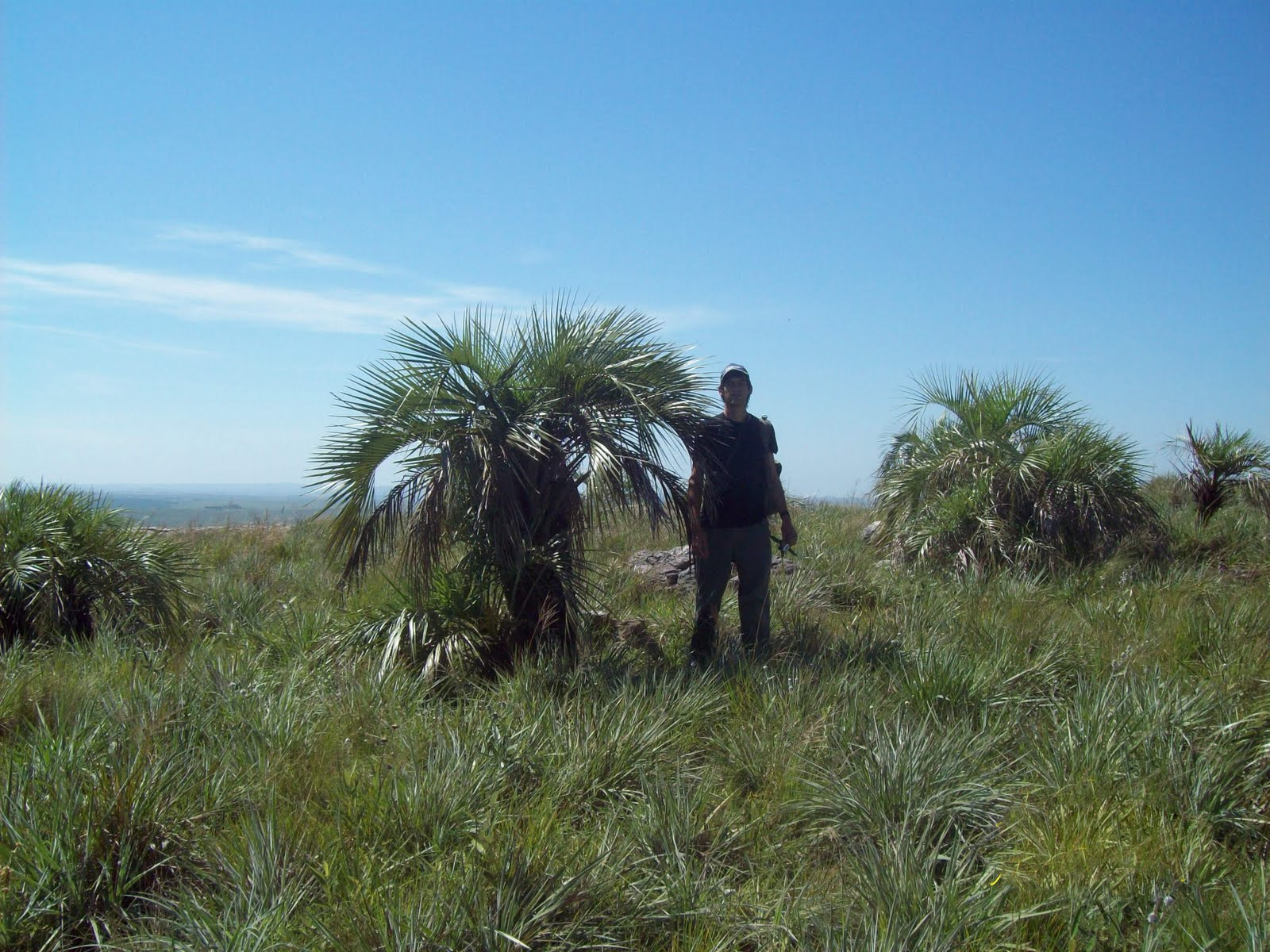